# Šantići
Šantići (en cyrillique : Шантићи) est un village de Bosnie-Herzégovine. Il est situé dans la municipalité de Vitez, dans le canton de Bosnie centrale et dans la fédération de Bosnie-et-Herzégovine. Selon les premiers résultats du recensement bosnien de 2013, il compte 873 habitants.

## Géographie
Le village est situé à la confluence de la rivière Banovac et de la Lašva, un affluent gauche de la Bosna.

## Démographie

### Évolution historique de la population dans la localité
| 1948 | 1953 | 1961 | 1971 | 1981 | 1991  | 2013 |
| ---- | ---- | ---- | ---- | ---- | ----- | ---- |
| -    | -    | 360  | 508  | 785  | 1 008 | 873  |

|  |